# Jesús González Ortega

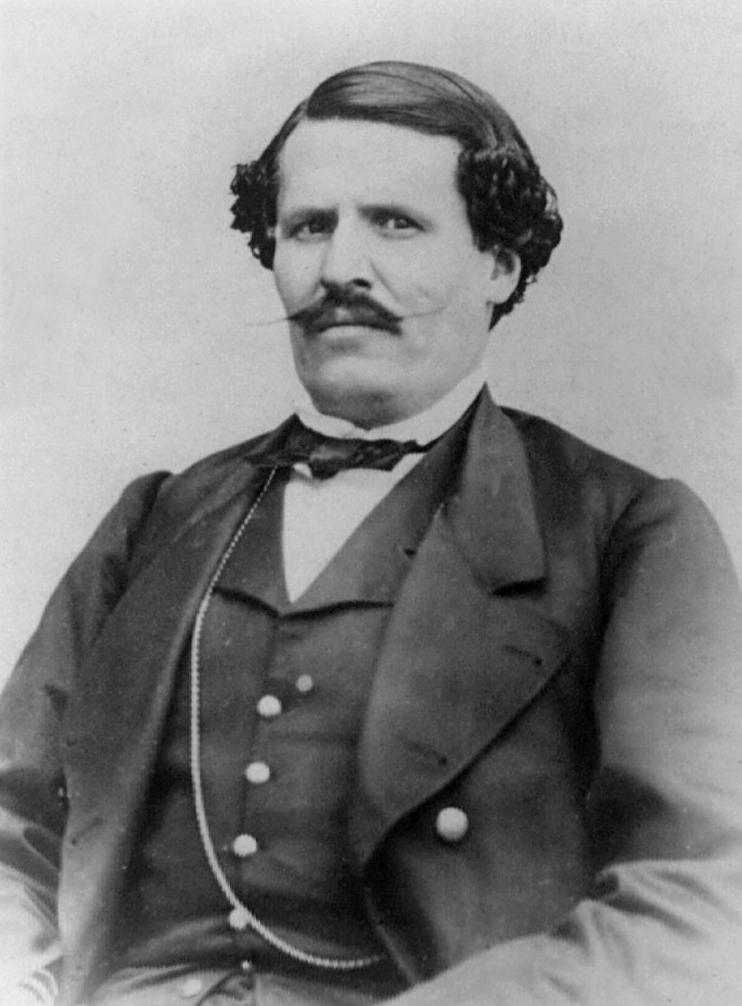
Jesús González Ortega

Jesús González Ortega (ur. 1822, zm. 1881) – meksykański wojskowy (generał) i polityk.
Dowodził wojskami liberałów w ostatnim okresie wojny o Reformę. Oddziały pod jego komendą zwyciężyły w bitwie pod Calpulalpanem (22 grudnia 1860) siły generała Miguela Miramóna. Po zakończeniu działań wojennych został, w 1861, prezesem Sądu Najwyższego. Podczas interwencji europejskiej w Meksyku jako dowódca garnizonu stacjonującego w Puebli przetrwał dwumiesięczne oblężenie miasta przez Francuzów i monarchistów meksykańskich (marzec-maj 1863). Nie będąc w stanie dłużej się bronić 17 maja 1863 przerwał walkę i rozpuścił żołnierzy, nakazał też zniszczyć broń. W obliczu kolejnych klęsk ponoszonych przez zwolenników konstytucyjnego rządu wyemigrował do USA. W okresie Odrodzonej Republiki był jedną z ważniejszych postaci opozycji wobec Benito Juáreza.
Pełnił funkcje gubernatora stanu Zacatecas (1858–1859, 1859, 1860, 1861–1862, 1863–1864) oraz stanu Puebla (1863).